# 山木瓜
山木瓜（学名：Garcinia esculenta）为金丝桃科藤黄属的植物，为中国的特有植物。分布于中国大陆的云南等地，生长于海拔860米至1,650米的地区，多生长于山谷杂木林中，目前尚未由人工引种栽培。

## 别名
埋任（怒江独龙语），网都希曼昔、滴让昔（德寄宏景颇语），补南宝（麻栗坡崩龙语）